# Ford EX
Il Ford EX è un prototipo di fuoristrada costruito dalla Ford nel 2001.

## Contesto
Presentata presso il Salone dell'automobile di Detroit nel 2001, la EX si pone come un prototipo per un possibile veicolo fuoristrada ad alte prestazioni.

## Tecnica
Il telaio con struttura a nido d'ape ad alta resistenza è stato costruito in acciaio al cromo-molibdeno. Il radiatore a due ventole in alluminio è stato posizionato in posizione molto arretrata per equilibrare il peso del veicolo. Tutti i pannelli della carrozzeria erano agganciati tramite dei sistemi di fissaggio in alluminio leggero. L'illuminazione è garantita da una fila di quattro fari disposti al di sopra del radiatore. Il sistema di scarico è composto da un doppio terminale in acciaio inox. I sedili sono dotati di cinture a quattro punti per garantire la sicurezza degli occupanti ed è stato inserito un roll-bar. Come propulsore è stato impiegato un V6.